# مایا خانم
مایا خانم (به هندی: Maya Memsaab) فیلمی محصول سال ۱۹۹۳ و به کارگردانی کتان مهتا است. در این فیلم بازیگرانی همچون شاهرخ خان، دیپا ساهی، فاروغ شیخ، راج بابار و پارش راوال ایفای نقش کرده‌اند.